# Spanische Badmintonmeisterschaft 2008
Die Spanische Meisterschaft 2008 im Badminton war die 27. Auflage der spanischen Titelkämpfe im Badminton. Sie fanden vom 9. bis zum 11. Mai 2008 in Ibiza statt.

## Sieger und Platzierte
| Disziplin    | Gold                                 | Silber                                | Bronze                                |
| ------------ | ------------------------------------ | ------------------------------------- | ------------------------------------- |
| Herreneinzel | Pablo Abián                          | Sergio Llopis                         | José Antonio Crespo                   |
| Herreneinzel | Pablo Abián                          | Sergio Llopis                         | Luis Siles                            |
| Dameneinzel  | Yoana Martínez                       | Beatriz Corrales                      | Carolina Marín                        |
| Dameneinzel  | Yoana Martínez                       | Beatriz Corrales                      | Laura Molina                          |
| Herrendoppel | Nicolás Escartín José Antonio Crespo | Rafael Fernández Arteaga Carlos Longo | Javier Abian Pablo Abián              |
| Herrendoppel | Nicolás Escartín José Antonio Crespo | Rafael Fernández Arteaga Carlos Longo | Luis Siles Alejandro Villar           |
| Damendoppel  | Noelia Jiménez Paula Rodríguez       | Yoana Martínez Silvia Riera           | Carmen Chan Paula Tur                 |
| Damendoppel  | Noelia Jiménez Paula Rodríguez       | Yoana Martínez Silvia Riera           | Dolores Marco Maria Marquez           |
| Mixed        | Eliezer Ojeda Paula Rodríguez        | Antonio Casquero Patricia Pérez       | David Domínguez Haideé Ojeda          |
| Mixed        | Eliezer Ojeda Paula Rodríguez        | Antonio Casquero Patricia Pérez       | Rafael Fernández Arteaga Laura Molina |

## Finalresultate
| Disziplin    | Sieger                               | Finalist                              | Ergebnis            |
| ------------ | ------------------------------------ | ------------------------------------- | ------------------- |
| Herreneinzel | Pablo Abián                          | Sergio Llopis                         | 21–17, 21–15        |
| Dameneinzel  | Yoana Martínez                       | Beatriz Corrales                      | 24–22, 21–12        |
| Herrendoppel | Nicolás Escartín José Antonio Crespo | Carlos Longo Rafael Fernández Arteaga | 21–11, 21–6         |
| Damendoppel  | Noelia Jiménez Paula Rodríguez       | Yoana Martínez Silvia Riera           | 20–22, 21–19, 21–15 |
| Mixed        | Eliezer Ojeda Paula Rodríguez        | Antonio Casquero Patricia Pérez       | 21–14, 21–14        |